# Coyota
Las coyotas son un postre mexicano, típico de la gastronomía del estado de Sonora. Se elaboran con harina de trigo, manteca vegetal, azúcar y en su mayoría rellenas de piloncillo. Existen variedades de este postre en los estados de Baja California y Sinaloa, que son diferenciadas en la mayoría de las ocasiones por la forma. Suelen prepararse con un diámetro de 10 a 15 cm.
Con el paso del tiempo, se ha ido innovando el relleno por lo que también se pueden encontrar de jamoncillo, cajeta, piloncillo de nuez y guayaba.

## Historia
Corría la década de los años 1950 en Hermosillo, Sonora, cuando María Ochoa González horneaba pan para regalar a sus vecinas. Una de ellas, Agustina Araiza, de Villa de Seris, esposa de un militar español, le compartió una receta que cambiaría su vida y la historia de su pueblo ya que esta haría exaltar el paladar de muchas personas por su magnífico e inolvidable sabor.
Los ingredientes para elaborar la masa eran harina de trigo, leche, manteca vegetal, sal y algo de azúcar, mientras el relleno sería de piloncillo (dulce de caña).
Al postre, en forma de tortilla rellena, lo llamaron “Coyota”, que significa hija de india y español.
Se dice que se les llama así debido a que las “coyotitas” eran quienes se encargaban de vender el postre, recorriendo las calles de Hermosillo con canastas llenas del postre.
La tradición que surgió en 1954 de las manos de María, quien falleció en 2003 a los 86 años de edad, traspasó fronteras, porque sus descendientes lograron que el gobierno de los Estados Unidos autorizara la importación de este producto a Arizona. 
En la actualidad, hay empresas que han mejorado la receta, y hay muchas que destacan una de ellas, se encuentran en la calle de las coyotas en la colonia Villa de Seris en Hermosillo, donde se mantiene la tradición. Sin embargo, grandes empresas como Flor de Capomo, han llevado la comercialización de este producto a otro nivel comercial, enfocado en la distribución nacional e internacional de este producto.